# Sonali Bendre
Sonali Bendre (Bombay, 1 de enero de 1975) es una modelo y actriz de cine, televisión y teatro india que trabaja principalmente en la industria de Bollywood. También ha actuado en películas telugu, tamil, marathi y kannada. 
Bendre trabajó como modelo antes de debutar como actriz con Aag (1994), que le valió el premio Filmfare a la mejor cara del año. Interpretó a la protagonista femenina en películas de éxito comercial como Diljale (1996), Major Saab (1998), Sarfarosh (1999) y Hum Saath Saath Hain (1999). Su actuación en Hamara Dil Aapke Paas Hai (2000) le valió el Screen Award a la mejor actriz de reparto. Bendre también ha trabajado en la película tamil Kadhalar Dhinam (1999) y en la película telugu Murari (2001). Obtuvo un premio Filmfare a la mejor actriz - nominación telugu por esta última. Sus otras películas telugu exitosas incluyen Indra , Khadgam , Manmadhudu (todas de 2002) y Shankar Dada MBBS (2004). Luego, Bendre protagonizó la película marathi Anahat (2003). A esto le siguió una pausa en la actuación.
Desde entonces, Bendre ha aparecido como juez en varios programas de telerrealidad, incluidos India's Got Talent e India's Best Dramebaaz. Más tarde, Bendre protagonizó la serie de televisión Ajeeb Daastaan Hai Ye (2014) y The Broken News (2022-2024). Además de su carrera como actriz, Bendre es una celebridad que respalda marcas y productos. Está casada con la cineasta Goldie Behl, con quien tiene un hijo.

## Biografía
Bendre nació el 1 de enero de 1975en la actual Mumbai, Maharashtra.  Tiene dos hermanas. Su padre era funcionario. Terminó sus estudios en el Kendriya Vidyalaya Malleswaram, Bangalore y se licenció en el Ramnarain Ruia College, Bombay.
Se casó con el director de cine Goldie Behl el 12 de noviembre de 2002. El 11 de agosto de 2005, dio a luz a un hijo, Ranveer, en el Hospital Breach Candy. Tuvo una hija el 9 de noviembre de 2007.

## Trayectoria
Bendre fue modelo antes de participar en el concurso Star Dust Talent Search. Fue invitada a Bombay y recibió capacitación de una variedad de actores principales e intérpretes de la industria cinematográfica india. Debutó en el cine con Aag (1994) junto a Govinda, a la edad de 19 años. Por ello, ganó el Premio Filmfare a la Nueva Cara Lux del Año y el Screen Award al Mejor Debut Femenino.
El mismo año, también apareció en Naaraaz, por la que fue galardonada con el Premio Debut Sensacional Filmfare. Bendre tuvo tres estrenos en 1995 con El Don, Gaddaar y Takkar. Bendre recibió más tarde el reconocimiento con la canción «Humma Humma» de la película, Bombay.
El año 1996 marcó un punto de inflexión en su carrera, en la que protagonizó cinco estrenos. Protagonizó junto a Sunil Shetty tres películas: Rakshak, Apne Dam Par y Sapoot. Más tarde, interpretó a una chica de pueblo en English Babu Desi Mem junto a Shah Rukh Khan. Por último, apareció en Diljale junto a Ajay Devgn, que resultó ser su gran éxito.
Los siguientes éxitos fueron Bhai (1997), Sarfarosh, Zakhm, Duplicate, Kadhalar Dhinam (película tamil), Hum Saath-Saath Hain: We Stand United (1999), Tera Mera Saath Rahen (2001) y Anahat (2003), entre otras. También es conocida por ser una de las pocas actrices que compartieron escenario junto a los cuatro Khan (Salman, Aamir, Shahrukh y Saif). También ha actuado junto a actores de Bollywood como Akshay Kumar, Sunil Shetty y Ajay Devgn y junto al ídolo telegu Chiranjeevi en películas como Indra y Shankar Dada M.B.B.S
Además de sus interpretaciones, también fue reconocida como una grácil bailarina gracias a películas como Gaddar, Sapoot, Bombay, Lajja y Major Saab. En 2003 hizo una aparición especial como la doctora de Shahrukh Khan en Kal Ho Naa Ho (producida por Karan Johar), compartiendo elenco con Saif Ali Khan y Preity Zinta. Bendre incursionó en el teatro en una obra llamada Aap Ki Soniya. Fue la encargada de darle la bienvenida al músico estadounidense Michael Jackson en su llegada a la India en un sari nauvari tradicional de Maharashtra y realizó un aarti para Jackson el 1 de noviembre de 1996.

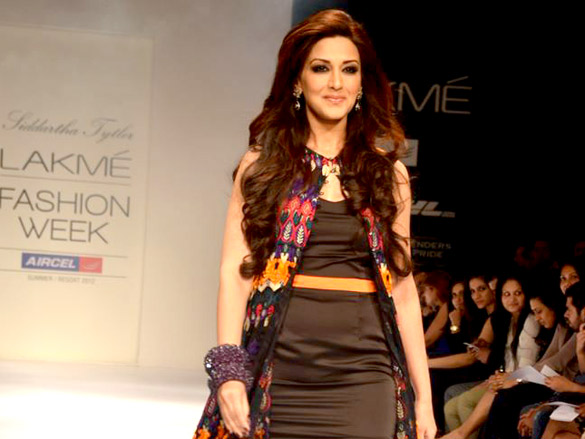
Bendre en un desfile de moda en 2012.

Condujo un programa televisivo llamado Kya Masti Kya Dhoom....! e hizo parte del jurado del concurso Indian Idol de Sony Entertainment Television. También fue la conductora de la edición número 50 de los premios Filmfare junto a Saif Ali Khan y Farida Jalal el 26 de febrero de 2005. Repitió su puesto en el jurado en los shows Mr & Mrs Television, Indian Idol 4 e India's Got Talent.
En 2004 se retiró temporalmente de la industria cinematográfica para dedicarse a la televisión y a criar a su hijo recién nacido. Se rehusó a trabajar en varias películas, afirmando que en ese momento quería dedicarse a su familia. Pero cuando se le ofreció trabajar en una nueva producción llamada Once Upon a Time in Mumbaai Dobaara!, aceptó gracias a su amistad con Shobha Kapoor y al hecho de que había trabajado con Luthria (en Chori Chori) y con Kumar (en Tarazu, Sapoot, Angaaray, Keemat) anteriormente. Interpretó a Shoba Sachdev, el personaje principal de la serie de televisión Ajeeb Dastaan Hai Yeh, estrenada en octubre de 2014.

## Filmografía seleccionada
- 1994 - Aag
- 1995 - Bombay
- 1996 - Apne Dam Par
- 1999 - Dil Hi Dil Mein
- 2000 - Hamara Dil Aapke Paas Hai
- 2000 - Preethse
- 2000 - Murari
- 2001 - Lajja
- 2004 - Aga Bai Arrecha!
- 2013 - Once Upon A Time in Mumbai Dobaara!